# William Bass
William Marvin Bass III (né le 30 août 1928) est un anthropologue judiciaire américain, bien connu pour ses recherches en ostéologie humaine et en décomposition des cadavres humains. À la demande des autorités fédérales, locales et même non américaines, il a participé à l'identification de restes humains.
Il enseigne à l'Université du Tennessee à Knoxville, jusqu'à sa retraite de l'enseignement. Il continue néanmoins la recherche dans son domaine, à l'University of Tennessee Anthropological Research Facility, qu'il a fondé.
Cette université est plus connue sous le nom « The Body Farm » (en français : "la ferme des corps"), comme l'appelle l'écrivaine Patricia Cornwell dans sa nouvelle éponyme. (En effet, cette nouvelle est directement inspirée du travail du Docteur Bass). Bass surnomme aussi la ferme des morts « Death's Acre » (en français : « le terrain de mort ») – titre d'un livre sur sa vie et sa carrière, co-écrit avec le journaliste Jon Jefferson.
Jefferson et Bass ont collaboré sous le nom de plume « Jefferson Bass », pour la rédaction de plusieurs fictions : Carved In Bone, Flesh and Bone, The Devil's Bones, Bones of Betrayal, The Bone Thief, The Bone Yard, The Inquisitor's Key, Cut To the Bone, and The Breaking Point.
Bass est la troisième génération de sa famille à avoir un bâtiment éducatif nommé en son hommage. Le 27 septembre 2011, fut organisée la cérémonie d’inauguration du "Dr. William M. Bass III Forensic Anthropology Building", près de la ferme des corps.

## Biographie
William
Bass réalise son premier cycle universitaire à l'Université de Virginie. Il passe son master à l'Université du Kentucky. En 1961, il complète son doctorat en anthropologie à l'Université de Pennsylvanie.
Il commence sa carrière dans les années 1950 en réalisant des fouilles archéologiques, sur des lieux de sépulture d'indiens d’Amérique, dans le Midwest des États-Unis. Il mentionne dans son livre Death's Acre que cette activité lui a valu le titre informel "Numéro-un des pilleurs de tombe d'indiens » (en anglais : "Indian grave-robber number one"). Malgré ce titre décerné par un activiste indien, il n'a jamais eu d'affrontements avec les Amérindiens jamais.